# Chérine
Chérine Mroue (Edegem, 5 oktober 1995), beter bekend als Chérine, is een Belgische zangeres en songwriter.

## Jeugd
Chérine is een kind van een Belgische moeder en een Libanese vader. Ze is vloeiend in Nederlands, Frans en Engels. Chérine werd op jonge leeftijd met de diagnose ADHD gesteld. Op 3-jarige leeftijd keerde haar vader terug naar Libanon en kwam hij nooit meer terug. Hij stierf in 2022.

## Carrière
In 2017 deed Chérine mee aan The Voice van Vlaanderen, waar ze deel uitmaakte van het team van Alex Callier. Daar kwam ze tot de liveshows. In 2019 deed ze auditie voor The Voice Frankrijk, maar niemand draaide zich om. In 2022 deed ze opnieuw auditie met het nummer "Drivers License" en draaiden alle juryleden zich om. Daar kwam ze tot de battle-ronde. Datzelfde jaar nam ze deel aan MNM Rising Star, waar ze in de top 3 eindigde.
In januari 2023 doet Chérine mee aan de Belgische voorronde voor het Eurovisiesongfestival met het Franstalige nummer Ça m'ennuie pas (Je zal mij niet vervelen). Het nummer gaat over haar ADHD, die onder andere tot gevolg heeft dat Chérine zich snel verveelt. Haar muzikale inspiratie is Dua Lipa.

## Discografie
| Single met hitnotering(en) in de Vlaamse Ultratop 50 | Datum van verschijnen | Datum van binnenkomst | Hoogste positie | Aantal weken | Opmerkingen              |
| ---------------------------------------------------- | --------------------- | --------------------- | --------------- | ------------ | ------------------------ |
| Ca m'ennuie pas                                      | 2023                  | 22-01-2023            | 25              | 8            | hoogste positie MNM50 18 |